# Неандерталець
Неандерта́лець, людина неандертальська (Homo neanderthalensis) — викопний вид або підвид людини пізнього плейстоцену, що населяв Європу й західну Азію у 230 000—27 000 роках до н. е. Ймовірно, еволюційні наступники гайдельберзької людини (Homo heidelbergensis). Вважається, що неандертальці не були еволюційними попередниками сучасних людей, але певний час жили поряд з людиною розумною і між цими двома видами могло відбуватися схрещування. Названі за долиною Неандерталь (Neandertal) у Північній Вестфалії, у Німеччині, де вперше було знайдено і описано їхні рештки.

## Місце в історії
Неандертальці жили в епоху мустьє. Людина середнього палеоліту в Європі — це палеоантроп, якого раніше ототожнювали з неандертальцем. Але антропологічні дослідження останніх років показали, що до палеоантропів належать не тільки неандертальці, але й інші, розвиненіші, витонченіші, територіально особливі люди. Усередині групи палеоантропів є певні антропологічні розходження, які з'являються дуже рано. Палеоантропологічні знахідки часу рисс-вюрмського інтергляціалу ще не диференційовані, а знахідки раннього Вюрму — уже спеціалізовані. Саме наприкінці останнього інтергляціалу й на початку Вюрму почався процес — спочатку дуже повільний — розвитку Homo sapiens і виділення расових груп та антропологічних типів.

## Анатомія
Неандертальці мали міцнішу та кремезнішу статуру, ніж типові сучасні люди. Зріст складав 164—168 см у чоловіків і 152—156 см у жінок. Вони мали ширшу бочкоподібну грудну клітку й таз; і пропорційно коротші передпліччя та литки. Середня маса складала 77,6 кг у чоловіків і 66,4 кг у жінок.
Череп великий, з масивними надбрівними валиками, обличчя прогнатичне (лицева частина черепа сильно виступає вперед), з масивною нижньою щелепою. Потилична кістка мала виражений виріст.
Об'єм головного мозку складав у середньому 1410 см³, що більше, ніж у сучасних людей. Це, проте, не свідчить про їхні кращі когнітивні здібності. Імовірніше, що навпаки — більш масивне тіло потребувало більшого мозку для основного соматичного обслуговування, залишаючи менше мозкової речовини для інших функцій. Найбільший мозок у гомінідів належить саме неандертальцям — відомий представник, чий мозок був об'ємом 1736 см³.
Зубна емаль неандертальців дозволяє припускати, що вони дорослішали швидше, ніж сучасні люди. Алелі ASB1 і EXOC6 сучасних людей, які наявні і в неандертальців, свідчать, що неандертальці могли бути схильні до вечірньої активності та сну вдень.
Аналіз ДНК неандертальців із південно-східної Європи вказує, що принаймні там вони мали карі очі, темну шкіру і коричневе волосся; відомо про одного неандертальця з рудим волоссям. Генетично неандертальці загалом могли мати як темну, так і світлу шкіру завдяки двом варіаціям гена BNC2.
Водночас, згідно з проведеним у 2010 році секвенуванням ДНК неандертальців, сучасні люди євразійського походження успадкували від 1 до 4 % своєї ДНК від неандертальців. У сучасних людей, порівняно з неандертальцями, більше нейронів у неокортексі. Це може бути пов'язано з синтезом аргініну в організмі сучасних людей замість лізину, як у неандертальців.

## Культура

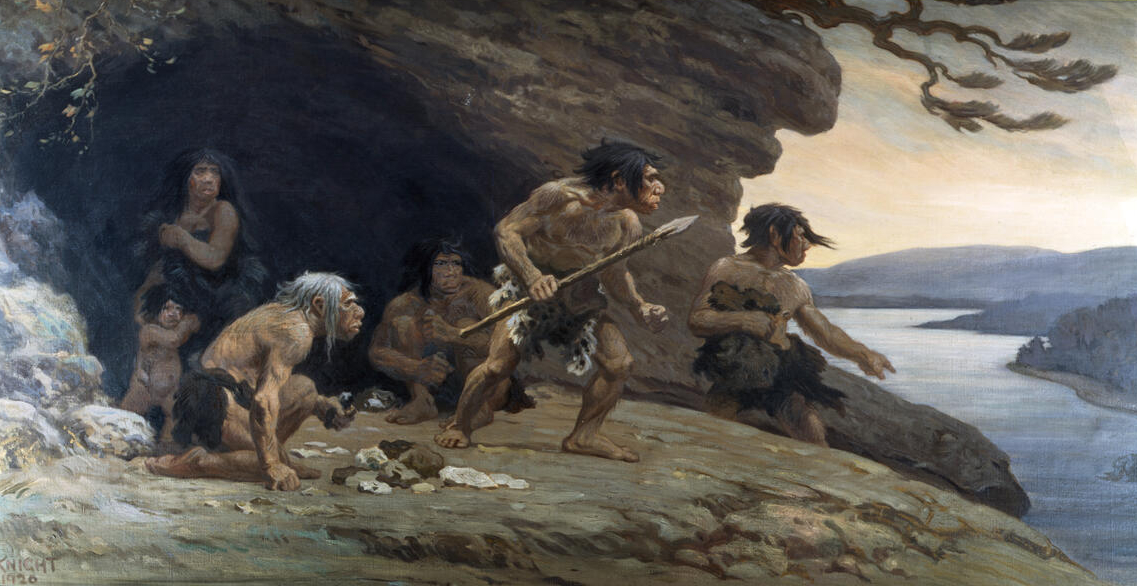
Художня реконструкція неандертальської общини

Головний мозок неандертальців відрізнявся від мозку сучасних людей, він дозволяв мати культуру, однак більш примітивну, ніж у людини розумної. Неандертальцям був властивий сильніший підсвідомий контроль за емоціями і пам'яттю, але, разом з тим, слабший свідомий їхній контроль. Як наслідок у абстрактному мисленні вони значно поступалися Homo sapiens.
Як з'ясувалося за дослідженням решток неандертальців з території Ізраїля, неандертальці анатомічно були здатні говорити. Будова їхнього черепа вказує на те, що неандертальці були здатні сприймати специфічні частоти звуку, котрі відповідають людській мові. Отже, самі володіли мовою. Неандертальці вміли виготовляти й використовувати інструменти та зброю, таку як кам'яні рубила і списи. Але, очевидно, в них не було метальної зброї. Також вони знали, як підтримувати вогнища. Найдавніший відомий музичний інструмент — кістяна флейта з чотирма отворами — належить неандертальцям.
Неандертальці займалися збиранням і полюванням. Жили в невеликих родових общинах, що складалися з двох-чотирьох родин, у яких існував чіткий розподіл роботи за віковою і статевою ознаками. Надобщинних утворень не існувало і контакти одних общин з іншими могли відбуватися тільки для пошуку статевих партнерів. Дослідження ДНК одного роду неандертальців свідчить, що усі чоловіки належали до однієї генетичної лінії, тоді як жінки мали різне походження. Це свідчить про те, що молодих жінок виганяли зі стада з метою запобігання інцесту. Неандертальці турбувалися про хворих і скалічених, принаймні по кілька років, якщо мали вдосталь їжі.
Вони, хоча невідомо чи всі, ховали своїх померлих. Знахідки у місцях життя неандертальців відокремлених і добре збережених черепів дають підстави вважати, що поховання було двоетапним: спочатку померлого ховали, а коли труп розкладався, діставали з могили череп. Деякі з неандертальців практикували канібалізм, що могло відбуватися як через голод, так і в ході обрядів. Хоча існують знахідки насічок на неандертальських знаряддях і покривання померлих вохрою, лишається під питанням, чи може це свідчити про наявність релігії, чи їх призначення було чисто утилітарним. Так, вохрою вони могли покривати себе за життя з гігієнічною метою.
Вважається, що у часи співіснування з кроманьйонцями неандертальці перейняли від них виготовлення складніших знарядь, прикрас, використання символів. Контакти з людьми нового типу дали поштовх до розвитку власного мистецтва, зокрема прикрас. Однак неандертальці більше наслідували зразки їхньої культури, а не створювали нові, що стало однією з підстав їхнього витіснення людьми сучасного типу.
Дослідивши печери в Іспанії, професор Лісабонського університету Жоао Зільяо заявив, що неандертальці мали здатність використовувати символи та мислити абстрактно.
Водночас знайдені наскельні малюнки датовані 65-74 тис. років тому і вироби з черепашок 115—120 тис. років тому — це свідчить про наявність у неандертальців початків власного мистецтва. Живопис і артефакти знайдені у печерах Ла Пасьєга, Мальтравьєсо та Ардалес на північному сході, заході і півдні Іспанії, в печері Куева-де-Ардалес на півдні Іспанії.
Неандертальці вміли використовувати саморобні інструменти та зброю, але, мабуть, у них не було метальної зброї — здобич вбивали ударом коротких списів, про що свідчать сліди розвинених м'язів на кістках правої руки. Це дивно, бо існує думка, що предки неандертальців, гайдельберзькі люди (Homo heidelbergensis) (за сотні тисяч років до епохи неандертальців), використовували метальні списи, знайдені поблизу м. Шенінген (нім. Schöningen).
На березі Луари в містечку Ля Рош-Котар (фр. La Roche-Cotard) був знайдений камінь приблизно 10 см заввишки, що має деяку схожість із людським обличчям. Це — шматок кременю з природним отвором, в який хтось забив плоский уламок кістки, закріплений, до того ж, кам'яним «клинцем». Створений предмет віддалено нагадує морду якоїсь тварини (можливо нагадує лише нам — нащадкам кроманьйонців). Камінь датований 35 тис. років тому. Це є свідченням, що у неандертальців було уявлення про мистецтво. Втім, аналогічних «личин» на інших стоянках поки не виявлено, що не дозволяє зробити однозначний висновок про існування подібного мистецтва. Мало того, згідно з дослідженням, результати якого були опубліковані в червні 2023 року у виданні Plos One, в печері Ля Рош-Котар також були знайдені наскельні малюнки, яким може бути близько 75 тис. років. Можливо, вони є найстарішими зразками скельного живопису.
З неандертальцями пов'язані паралельні подряпини на кістках тварин (Арсі-сюр-Кюр, фр. Arcy-sur-Cure, Молодова), (T. Gąsior/Płonka et al, Journal of Archaeological Science 2024, Польща), ямки на кам'яній плиті (Ля Феррассі, фр. La Ferrassie). Іноді знаходять прикраси у вигляді просвердлених зубів тварин, що датуються близько 30-34 тис. років тому. Зразками справжніх малюнків є зображення тварини, видряпане на кістці зубра зі стоянки Пронятин (поблизу Тернополя, Україна) з датуванням близько 30-40 тис. років тому, і не дуже чітка фігура оленя або лося на лопатці мамонта зі стоянки Молодова I (Буковина). Неандертальцям належать продірявлені та розфарбовані мушлі, що служили, мабуть, прикрасами. В трьох іспанських печерах були знайдені наскельні малюнки зроблені неандертальцями: червоний геометричний символ в Ла Пасєга (ісп. La Pasiega) віком 64,8 тис. років тому, червоний пігмент на сталактитах в печері Ардалес віком 65,5 тис. років тому і негативний відбиток руки з Мальтравьєсо (ісп. Maltravieso) віком 66,7 тис. років тому.
В ході розкопок стоянки неандертальців поблизу Верони вчені з університету Феррари (італ. Ferrara) виявили рештки 22 видів птахів, в яких було зрізане пір'я. Ідентифіковано бороданя-ягнятника, кібчика, чорного євразійського стерв'ятника, беркута, лісового голуба й альпійську галку. Забарвлення цих птахів варіюється від чорного і сірого до блакитного і помаранчевого, а пір'я доволі довге. Харчова цінність описаних видів невисока, та й неандертальці надавали перевагу великій дичині. Вважається, що неандертальці прикрашали себе пір'ям, поєднуючи кольори.

## Спорідненість із сучасною людиною
Загалом «класичні» європейські неандертальці (зовнішньо відмінні від сучасної людини) зникли, а неандертальці Західної Азії мало в чому відрізняються від кроманьйонця Західної Азії, і мають невеликі відмінності відносно інших кроманьйонців, що, як вважається, поширилися із Західної Азії приблизно 40 тисяч років тому.
Відповідно до найпопулярнішої точки зору, неандертальці вимерли, не витримавши конкуренції із сучасною людиною. Вдалося розпізнати невелику частину ДНК неандертальця, відмінної від ДНК сучасної людини. Це не ставить остаточну крапку в дослідженнях, оскільки дані того ж аналізу показали, що в людей, ДНК яких брали участь у порівнянні, було стільки ж відмінностей між собою, як і у неандертальця та середньостатистичної сучасної людини.
Згідно з іншою точкою зору, багато тисячоліть тому мінливість у популяціях людей була значно вищою ніж зараз. Знайдено кістяки, що мають змішані риси неандертальця та сучасної людини. Їх ще недостатньо для того, щоб робити якісь висновки. Тільки подальші дослідження дозволять відповісти на всі питання.
Існують підтвердження, що неандертальці змішувалися з людиною розумною.
Американські та німецькі палеогенетики з'ясували, що частота народження неандертальських алелів у хромосомах 1004 сучасних людей із різних континентів знижена у функціонально важливих ділянках геному і в X-хромосомі, а також у генах, що працюють в насінниках. Це означає, що багато неандертальських генів, що потрапили до генофонду сапієнсів в результаті гібридизації, виявилися шкідливими для наших предків і поступово відбраковуються добором у наступні епохи.

## Неандертальці на теренах сучасної України
На території України неандертальці розселилися приблизно у проміжку 120-40 тис. років до н. е., а у проміжку 40-10 тис. років до н. е. (пізній палеоліт) їх змінили кроманьйонці.
На теренах України відомі дві знахідки кісток неандертальців: печера Киїк-Коба (Крим, 1929) і ґрот Прийма-1 (Львівська область, 2004).
Крім того, в Чернівецькій області відоме поселення неандертальців Молодова-1.
Німецькі археологи на чолі з Торстеном Утмайєром з Університету ім. Фрідріха Олександра в Ерлангені та Нюрнберзі (ФРН) дійшли висновку, що остання стоянка неандертальців могла розміщуватися в Криму. Про це сказано в матеріалі австрійського видання Der Standard.
Саме тут, говорить керівник розкопок Утмайєр, відразу в декількох місцях були знайдені винятково пізні сліди перебування неандертальця: типові саме для цього виду гомінідів знаряддя праці, сліди вогнищ і кістки вбитих тварин. Радіовуглецевий аналіз, застосований для визначення віку решток, показав, що ці сліди «у середньому на 10 тисяч років молодші за всі інші відомі на сьогодні стоянки предка нинішньої людини на всьому ареалі її поширення від Іберійського півострова до Сибіру».
Крім того, йдеться далі, на одній і тій же глибині були знайдені знаряддя праці як неандертальців, так і сучасної людини, що дозволяє зробити висновок, що обидва види перебували на півострові або з дуже невеликим часовим інтервалом, або взагалі проживали одночасно.
«Якщо раніше вважалося, що неандертальці та предки сучасних людей змішалися на Близькому Сході приблизно 60 тисяч років тому, то в Криму це могло статися набагато пізніше, — вважає учений. — А це унікальна для всієї Європи подія».
Вчені з німецького університету планували влітку 2013 року продовжити розкопки в Криму. Одним з пріоритетів роботи є встановлення приблизних часових рамок періоду, в який неандертальці могли безпосередньо співіснувати із сучасною людиною.

## Походження та порівняння з іншими видами
Перші залишки неандертальця були знайдені в 1856 році в печері в долині Неандерталь біля міста Дюссельдорф у Німеччині (звідки й назва). Основна маса залишків неандертальців та їхніх попередників «пренеандертальців» (приблизно 200 індивідів) виявлена в Європі, головним чином у Франції, і належить до періоду 70-35 тисяч років тому (максимально до 100—150 тисяч років тому, можливо, навіть раніше). На початку останнього зледеніння частина неандертальців мігрувала на південь (Західна Азія, Північна Африка).

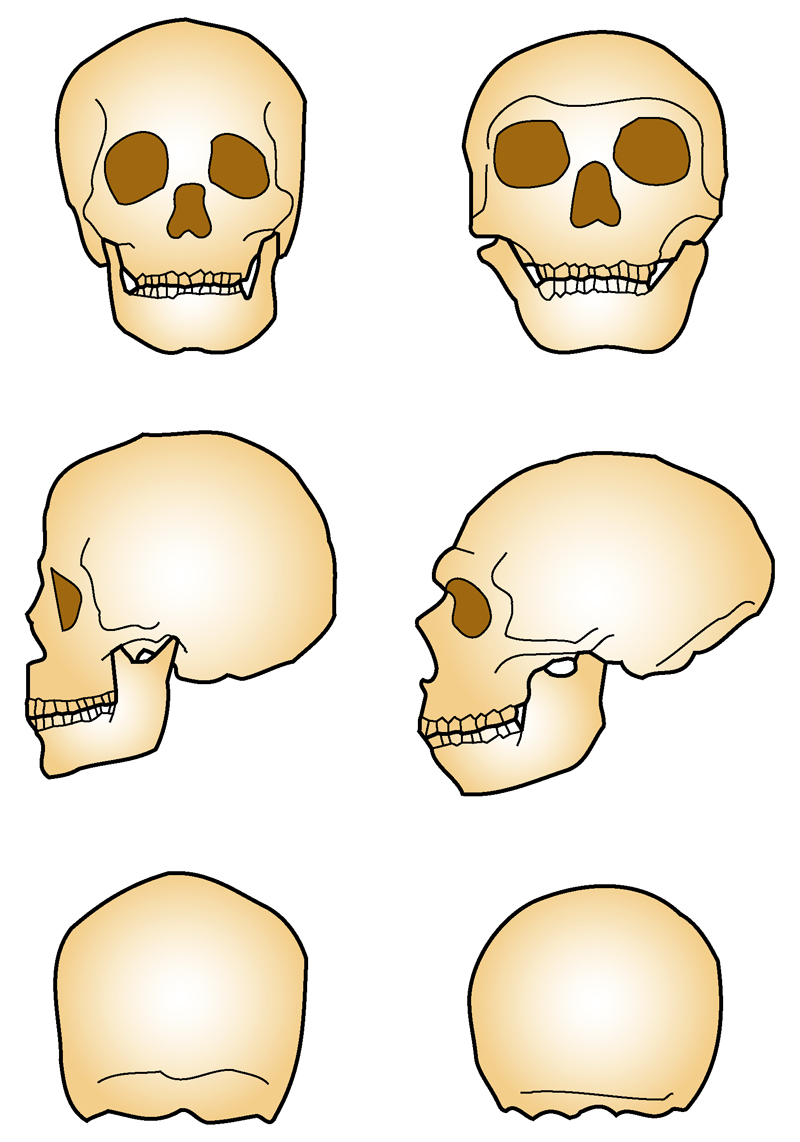
Черепи неандертальця (праворуч) і сучасної людини

Проведений вченими з Національної лабораторії імені Лоуренса в Берклі (Каліфорнія, США) під керівництвом Джеймса Нунена (James Noonan) аналіз ДНК неандертальців і порівняння їхнього генотипу з генотипом сучасних людей дозволив зробити висновок про те, що ця гілка на еволюційному дереві людиноподібних «відхилилася» від гілки сучасних людей близько 400 тис. років тому, ще до появи власне «неандертальців». ДНК неандертальців має більше спільного із ДНК шимпанзе, ніж з ДНК сучасної людини.
Вважається, що перші неандертальці з'явилися близько 350 тис. років тому. Деякі роботи свідчать про те, що в сучасних людей і неандертальців до того часу був спільний предок. Однак пізніших та тісніших зв'язків між цими гомінідами не виявлено.
Виявлені глибокі генетичні розходження, можливо, і забезпечили еволюційну перевагу кроманьйонців, предків сучасних людей, над неандертальцями. Ця перевага могла проявитися як у вигляді кращого пристосування до умов навколишнього середовища, так і у тому, що один вид знищив інший у процесі безпосередніх сутичок.
Вчені Школи антропології та охорони природи Кентського університету в Британії дослідили анатомію кісток руки неандертальців. Вивчення кисті і пальців показали, що неандертальці дуже вміло поводилися зі списами, молотками та іншими знаряддями праці з довгими ручками. Виявлена різниця у формі і структурі великих пальців і кистей неандертальців і сучасних людей. Зокрема, великий палець неандертальців мав здатність більше витягуватися і згинатися в бік. Однак він значно гірше згинався всередину і рухався в сторони. Така анатомічна здатність допомагала їм користуватися зброєю, але також це і заважало користуватися дрібними предметами, затискаючи їх між пальцями.

### Ресурси Інтернету
- Неандертальский музей (нім.)
- Неандертальців не винищували // Zbruch, 22.08.2014
- Поступ, 30.12.2004
- Україна молода, № 2, 6.01.2005
- Під Львовом мешкали неандертальці // День, № 2, 12.01.2005